# ヤソートーン県

ヤソートーン県
จังหวัดยโสธร

- この項目は英語版を元に作成されています。

ヤソートーン県（ヤソートーンけん、タイ語: จังหวัดยโสธร）はタイ王国・東北部にある県（チャンワット）の一つ。ムックダーハーン県、アムナートチャルーン県、ウボンラーチャターニー県、シーサケート県、ローイエット県と接する。

## 地理
ヤソートーン県北部は低い丘が多数ある平地であるが、南部はチー川の形成した低い土地が広がり、池や沼が多い。

## 歴史
ヤソートーン県は1972年3月1日、ウボンラーチャターニー県から分離し、成立した比較的新しい県である。

## 県章
|  | 県章はワット・マハータートにあるチェーディー・アーノン（仏塔）を2匹の獅子が横で眺めているところがデザインされている。これは町の場所選びが獅子によって行われたという地元の伝説に由来する。県章の下部にはハスがデザインされている。 県花は同じくハスで元々属していたウボンラーチャターニー県の県花と同じである。県木は Anisoptera costata である。 |

## 行政区分
ヤソートーン県は9の郡（アムプー）に分かれ、その下に78の町（タムボン）と、835村（ムーバーン）がある。
| 1. ムアンヤソートーン郡 2. サーイムーン郡 3. クットチュム郡 4. カムクアンケーオ郡 5. パーティウ郡 | 1. マハーチャナチャイ郡 2. コーワン郡 3. ルーンノックター郡 4. タイチャルーン郡 |